# Telmatactis daevisi
Telmatactis daevisi är en havsanemonart som först beskrevs av Alfred Cort Haddon och Shackleton 1893.  Telmatactis daevisi ingår i släktet Telmatactis och familjen Isophelliidae. Inga underarter finns listade i Catalogue of Life.